# Поздняков, Григорий Иванович
Григорий Иванович Поздняков (19 февраля 1912, Челябинская область — 19 сентября 1996) — командир пулеметного расчета пулеметной роты 1347-го стрелкового полка, старший сержант — на момент последнего представления к награждению орденом Славы.

## Биография
Родился 19 февраля 1912 года в поселке Арсинский (ныне — Нагайбакский район Челябинской области).
В 1933—1936 годах проходил срочную службу в Красной Армии. После демобилизации работал монтажником на строительстве Магнитогорского металлургического комбината.
В июне 1941 года был вновь призван в армию. В боях с сентября того же года. Воевал на Волховском, 1-м Прибалтийском и 3-м Белорусском фронтах. После третьего ранения и излечения в госпитале летом 1944 года был направлен во 2-ю пулеметную роту 898-го стрелкового полка 245-й стрелковой дивизии. Участвовал в Псковско-Островской наступательной операции, освобождении Прибалтики.
20 июля 1944 года в бою за высоту 145,0 в районе города Гулбене со своим расчетом быстро выдвинулся вперед, обеспечивая продвижение стрелковым подразделениям. Когда из строя вышел наводчик, сам лёг за пулемет и продолжал вести огонь по фашистам, уничтожив при этом более 10 противников.
Приказом по 245-й стрелковой дивизии от 26 июля 1944 года награждён орденом Славы 3-й степени.
11 августа в бою около населенного пункта Колныэки расчет сержанта Позднякова был окружен взводом немцев. Несмотря на полученное во время боя ранение, сержант, умело организуя круговую оборону, принял гранатный бой. Заменив выбывшего из строя наводчика, открыл уничтожающий огонь. Контратака врага была отражена с большими для него потерями.
Приказом по войскам 54-й армии от 3 сентября 1944 года награждён орденом Славы 2-й степени.
Эту награду на фронте сержант не получил. После излечения в госпитале в составе маршевого подразделения в начале 1945 года прибыл в 1347-й стрелковый полк 225-й стрелковой дивизии. Вновь был назначен командиром пулеметного расчета. В середине января 1945 года части 225-й дивизии перешли в наступление.
В ночь на 4 февраля полковая разведка установила, что противник, понеся большие потери, начал отход на заранее подготовленный оборонительный рубеж, проходивший по восточной окраине города Шургаст. Расчёт старшего сержанта Позднякова был включен в составе передового отряда, который проник в тыл и после двухчасового марша перекрыл вероятный маршрут отступления врага. Пулеметный расчёт занял удобную огневую позицию, пропустил противника и ударил по нему с тыла. Автоматчики завершили разгром колонны. Расчёт в этом бою уничтожил до 70 вражеских солдат и 30 взял в плен.
Приказом от 8 марта 1945 года старший сержант Поздняков Григорий Иванович награждён орденом Славы 2-й степени повторно.
После Победы в строю сводного полка 3-го Белорусского фронта участвовал в параде на Красной площади. В том же 1945 году был демобилизован. Вернулся домой. Только через десять лет после войны ошибка в награждениях была исправлена.
Указом Президиума Верховного Совета СССР от 19 августа 1955 года в порядке перенаграждения Поздняков Григорий Иванович награждён орденом Славы 1-й степени. Стал полным кавалером ордена Славы.
Работал в совхозе «Первомайский» Агаповского района Челябинской области. Жил в поселке Первомайский.
Скончался 19 сентября 1996 года. Похоронен на кладбище поселка Гумбейка, на территории Первомайского сельского поселения Агаповского района Челябинской области.
Награждён орденами Отечественной войны 1-й степени, Славы 3-х степеней, медалями, в том числе двумя «За отвагу».